# Unna Allakas
Unna Allakas er er en svensk fjeldtop på 720 meter beliggende ved grænsen til Norge i den nordlige del af landet, grænsesten nummer 263, i svensk-lappland, Norrbotten, ca. 30 km sydvest for Abisko.
Ved foden af toppen har Den Svenske Turistforening (STF) en hytte (16 senge), som er disponibel for fjeldvandrere.